# Skrzydłoszpony
Skrzydłoszpony (Anhimidae) – rodzina ptaków z rzędu blaszkodziobych (Anseriformes). Obejmuje trzy gatunki występujące jedynie w Ameryce Południowej. Rodzina blisko spokrewniona z bezpłetwcami (Anseranatidae).

## Morfologia

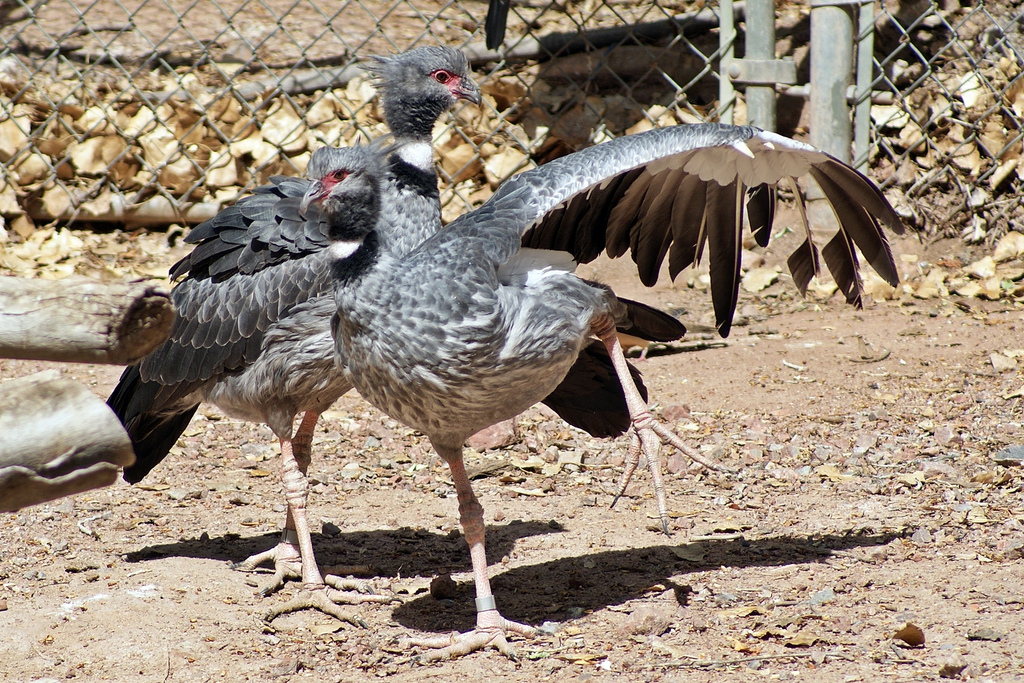
Skrzydłoszpon obrożny z ostrogami na skrzydle widocznymi na tle białych piór pokrywowych

Są to duże, masywne ptaki o długości ciała 76–95 cm z proporcjonalnie niewielką głową, długimi nogami i palcami częściowo tylko spiętymi błoną pławną (podobnie jak u bezpłetwców). Skrzydła wyposażone są w ostrogi, które służą ptakom do walki o partnera i terytorium (stąd ich nazwa). Od pozostałych blaszkodziobych różni je również krótszy, zadarty dziób, typowy raczej dla ptaków drapieżnych.

## Ekologia
W odróżnieniu od kaczek zmieniają upierzenie stopniowo i mogą latać przez cały rok. Żyją na terenach otwartych, bagnach i łąkach. Żywią się głównie roślinami wodnymi. Składają od 2 do 7 jaj. Młode, podobnie jak większość blaszkodziobych, mogą chodzić zaraz po wykluciu się z jaja. Pisklęta wychowywane są blisko wody, jako że są lepszymi pływakami niż biegaczami czy lotnikami, co zapewnia im większe bezpieczeństwo przed drapieżnikami.
Główne zagrożenia to degradacja środowiska przyrodniczego i polowania.

## Systematyka
Do rodziny należą dwa rodzaje:
- Anhima – jedynym przedstawicielem jest Anhima cornuta – skrzydłoszpon rogaty
- Chauna